# Asekeyevsky (huyện)
Huyện Asekeevsky (tiếng Nga: ? райо́н) là một huyện hành chính tự quản (raion), của Tỉnh Orenburg, Nga. Huyện có diện tích 2259 kilômét vuông. Trung tâm của huyện đóng ở Asekeevo.